# Hexabranchus
Famille
Genre
Hexabranchus, unique représentant de la famille des Hexabranchidae, est un genre de mollusques de l'ordre des nudibranches.
Le nom admet un homonyme, †Hexabranchus Schultze 1835, qui désigne une myxine (Chordata) fossile.

## Liste des genres
Selon World Register of Marine Species, on compte six espèces :
- Hexabranchus aureomarginatus Ostergaard, 1955 -- Hawaii
- Hexabranchus giganteus Tibiriçá, Pola & Cervera, 2023 -- Sud-est de l'Afrique
- Hexabranchus lacer (Cuvier, 1804) -- Indo-Pacifique (3 morphes régionaux)
- Hexabranchus morsomus Ev. Marcus & Er. Marcus, 1962 -- Caraïbes
- Hexabranchus sandwichensis Gray, 1850 -- Îles Sandwich
- Hexabranchus sanguineus (Rüppell & Leuckart, 1830) -- Océan Indien (4 lignages régionaux)

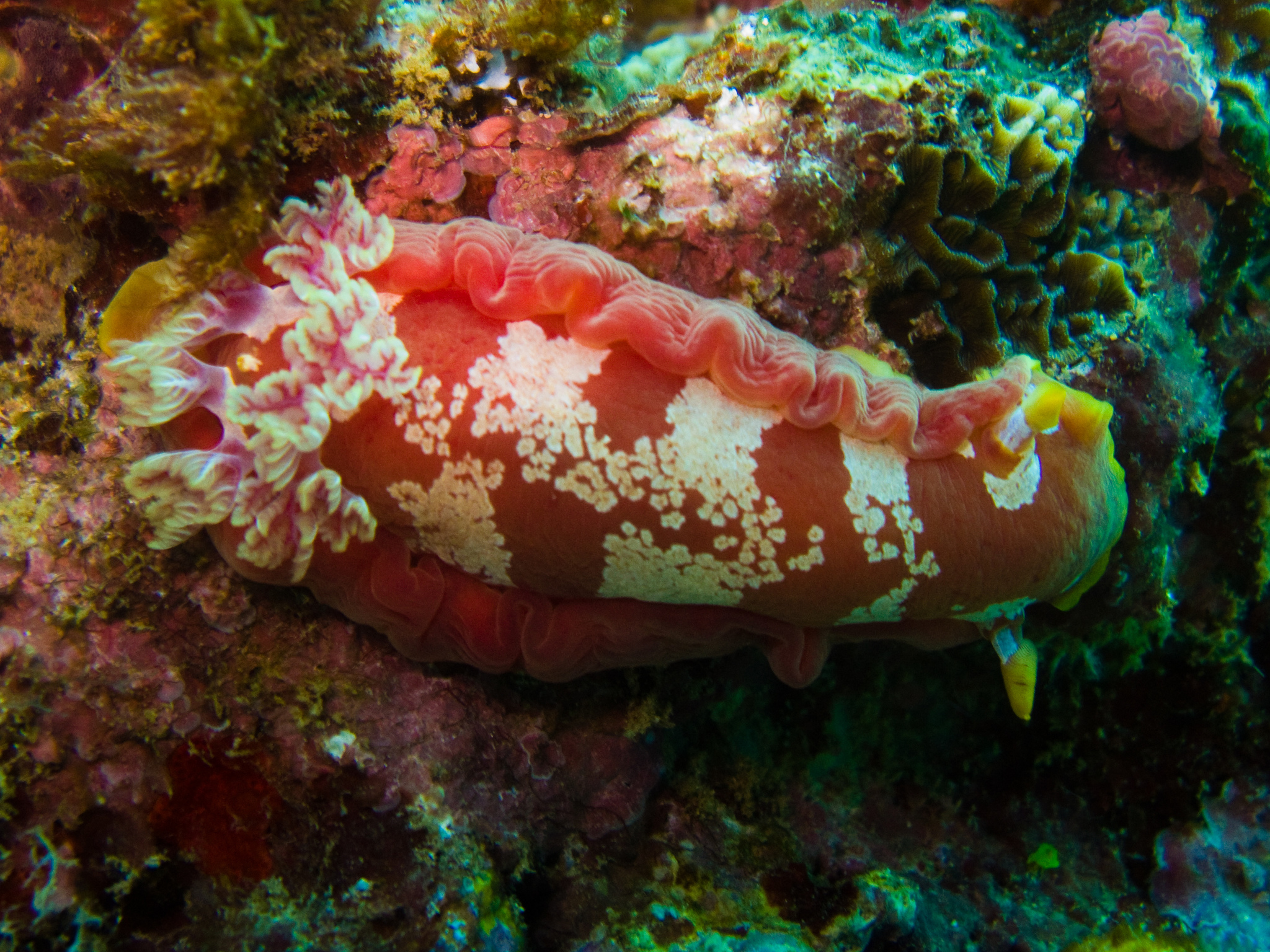
Hexabranchus aureomarginatus
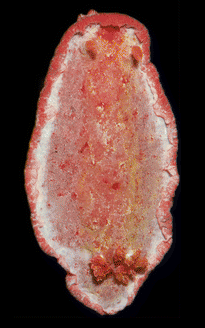
Hexabranchus morsomus
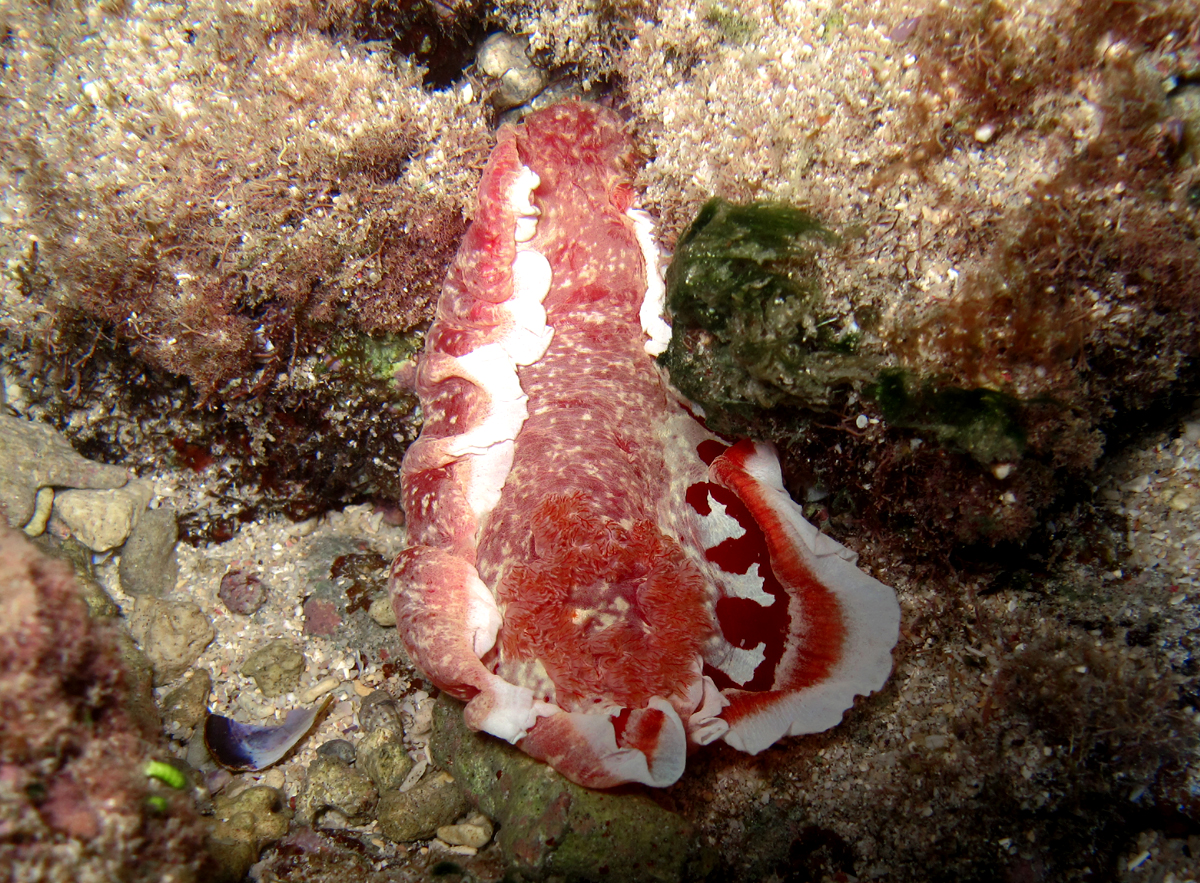
Hexabranchus lacer
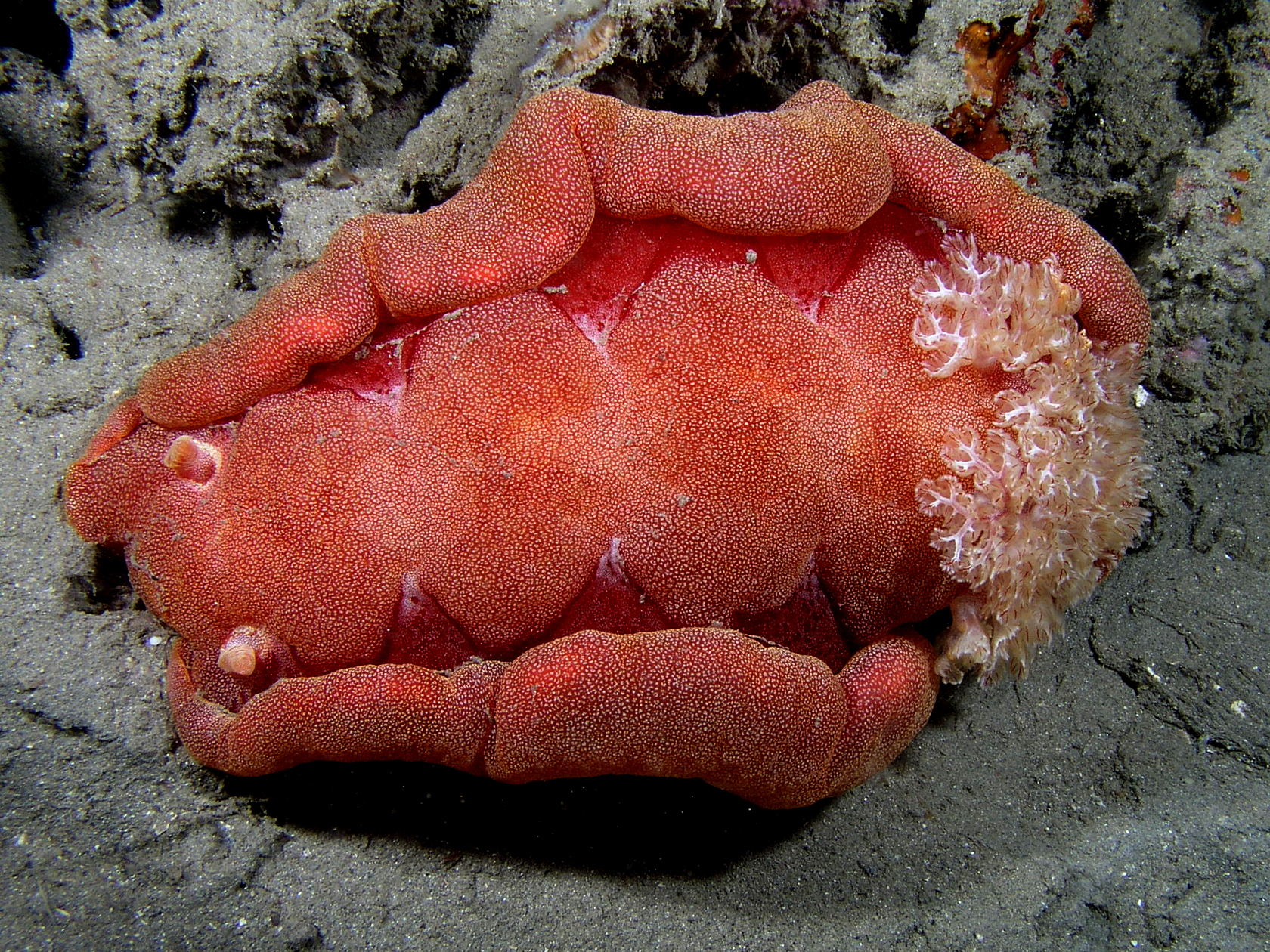
Hexabranchus sanguineus